# Maria das Vitórias
Maria das Vitórias Soares de Medeiros, conhecida somente como Maria das Vitórias (Carnaúba dos Dantas, 4 de fevereiro de 1943) é uma política brasileira filiada ao Partido Social Democrático (PSD), do estado do Acre. Nas eleições estaduais de 2018, foi eleita primeira suplente de senador na chapada do titular Sérgio Petecão. Durante licença de Petecão entre julho e novembro de 2022, assumiu a cadeira de senadora.
Anteriormente, Maria das Vitórias foi por três ocasiões deputada estadual no Acre.